# Oficerska Szkoła Radiotechniczna
Oficerska Szkoła Radiotechniczna im. kpt. Sylwestra Bartosika (OSR) – szkoła Sił Zbrojnych PRL kształcąca kandydatów na oficerów wojsk radiotechnicznych.

## Historia
Oficerska Szkoła Radiotechniczna została utworzona w 1952 na podstawie rozkazu organizacyjnego MON z 14 maja 1952 w Beniaminowie k. Warszawy. Etat nr 20/262 przewidywał 330 stanowisk wojskowych i 86 kontraktowych oraz stan zmienny:90 oficerów słuchaczy z jednostek i 330 podchorążych. Dowódcą jednostki (JW 5863) został ppłk Borys Ładocznikow. Choć był on pierwszym organizatorem szkoły, to nie powierzono mu funkcji komendanta. Szkoła została bezpośrednio podporządkowana dowódcy Wojsk Obrony Przeciwlotniczej Obszaru Kraju gen. bryg. Sergiuszowi Sazanowowi. Pierwszy okres organizacyjny szkoły trwał od połowy maja do końca października 1952 r. i został wykorzystany na stworzenie odpowiednich warunków dla pierwszych kandydatów do szkoły. W tym okresie główne stanowiska obsadzone były oficerami radzieckimi, ale byli też oficerowie polscy i tak: kierownikiem cyklu politycznego był kpt. Bronisław Pędzik, kierownikiem cyklu taktyki ogólnej był kpt. Czesław Kossak, kierownikiem cyklu elektrotechniki był por. Piotr Budzowski
– szefem wydziału ogólnego był kpt. Józef Baran.
Do lipca 1952 roku do szkoły przybyli następujący oficerowie: wykładowcy elektrotechniki i eksploatacji sprzętu por. Leonard Domaszewicz, por. Jan Domagalik, por. Zbigniew Jędrzejczak, wykładowca szkolenia strzeleckiego: ppor. Czesław Kozłowski, kierownik wychowania fizycznego por. Władysław Jurkowski, kierownik służby uzbrojenia por Leon Osada. W sierpniu 1952 roku do szkoły przybyła kolejna grupa wykładowców – specjalistów z dziedziny radiolokacji i radiotechniki. Byli wśród nich por. Zbigniew Kawczyński i por. Leon Glapka. Na miejsce ppłk. Borysa Ładocznikowa wyznaczono ppłk. Konstantego Izdebskiego, zaś ppłk Borys Ładocznikow awansował i objął stanowisko komendanta szkoły. Na podstawie rozkazu komendanta szkoły nr 88/52 z 1 października 1952 roku sformowano cztery kompanie, w tym jedną kompanię radiolokacji i trzy kompanie szkolne. Były one w składzie jednego batalionu szkolnego, którego dowódcą został por. Tadeusz Pawlak. Dowódcami pododdziałów szkolnych byli: por. Józef Jarczewski, por. Edward Rodzik, por. Stanisław Dub, por. Władysław Szybalski, por. Zbigniew Grabski.
Trzeciego listopada 1952 roku rozpoczął się rok szkolny, w którym nie wszystkie prace organizacyjne zostały zakończone pomyślnie. Występowały duże braki kadrowe i materiałowo-techniczne. Szczególnie duże braki występowały w pomocach dydaktyczny do poszczególnych przedmiotów. Do tworzenia takich pomocy wykorzystywano kadrę i podchorążych II rocznika. W grudniu 1952 roku nastąpiła zmiana na stanowisku komendanta szkoły – ppłk. Borysa Ładocznikowa zastąpił płk Siergiej Ganrykow. Wraz ze zmianą komendanta nastąpiły zmiany na stanowiskach w poszczególnych cyklach. 6 października 1953 roku sformowano drugi batalion, któremu nadano numer 13.
W latach 1952/53 do szkoły, w związku z dużymi zmianami organizacyjnymi przychodzi szereg oficerów, między innymi: pomocnik komendanta ds. technicznych kpt. Jan Lewandowski, wykładowca taktyki lotnictwa ppor. Patrycjusz Tysper, wykładowca taktyki obserwacyjno-meldunkowej por. Franciszek Gobiś, kierownik cyklu taktyki mjr Stefan Kolouszek, wykładowca cyklu radiotechniki por. Wiesław Dudonis, wykładowcy cyklu politycznego ppor. Jerzy Kostrzewski, por. Walerian Rzemiński, wykładowca przedmiotów ogólnokształcących por. Józef Karp, pomocnik szefa wydz. politycznego ds. ZMP ppor. Stanisław Lewandowski, starszy pom. Szefa wydziału szkolenia ds. planowania por. Józef Pietrzyk, szef zaopatrzenia finansowego por. Jan Kołakowski, szef służby inżynieryjno-saperskiej por. Tadeusz Makowski, wykładowcy cyklu elektrotechniki por. Józef Skierski, por. Tomasz Maliszewski, por. Longin Butkiewicz. Na przełomie lat 1953/54 nastąpiły poważne zmiany organizacyjne na kierowniczych stanowiskach szkoły. Obowiązki zastępcy komendanta szkoły ds. politycznych objął mjr Kazimierz Kiziorek, na dyrektora nauk wyznaczony został mjr Wacław Kazimierski, który na początku 1954 roku, jako dotychczasowy zastępca komendanta i szef szkolenia, zostaje komendantem szkoły. Jako komendant został pierwszym oficerem polskim. Po pierwszym dwuletnim okresie szkolenia 5 września 1954 roku odbyła się pierwsza w historii szkoły promocja absolwentów, byłych podchorążych z Oficerskiej Szkoły Łączności Radiowej w Zegrzu, którzy zdobyli w trakcie szkolenia odpowiednie kwalifikacje w zakresie budowy, eksploatacji i bojowego wykorzystania stacji radiolokacyjnych. Promowanych było 86 podchorążych, z których następujący zostali prymusami szkoły: ppor. Mendel Blumenkranc, ppor. Józef Basta, ppor Tadeusz Rodak, ppor. Edmund Zembrzuski, ppor. Mieczysław Karwat.
W ostatnim dniu sierpnia 1955 roku na podstawie zarządzenia szefa Sztabu Generalnego WP, rozkazem organizacyjnym komendanta szkoły, szkoła ze względu na trudne warunki szkoleniowe w Beniaminowie zmieniła miejsce dyslokacji z Beniaminowa na Jelenią Górę. Zajęła kompleks koszarowy po rozwiązanej Oficerskiej Szkole Piechoty nr 2. Istotną zmianą tego okresu było anulowanie rozkazu w sprawie występowania szkoły pod nazwą jednostki wojskowej. Zarządzeniem szefa Sztabu Generalnego WP i dowódcy WL i OPL OK, od 1 września 1955 r. szkoła mogła prowadzić wszelką korespondencję pod
nazwą – Oficerska Szkoła Radiotechniczna Obrony Przeciwlotniczej Obszaru Kraju. Po przeniesieniu szkoły rozbudowano cykl lotniczy oraz utworzono nowy cykl służby bojowej sprzętu radiotechnicznego.
W październiku 1956 roku szkoła otrzymała sztandar ufundowany przez ministra Obrony Narodowej. W listopadzie 1956 roku nastąpiło włączenie szkoły do połączonych struktur Wojsk Lotniczych i Obrony Przeciwlotniczej Obszaru Kraju. Na podstawie Oficerska Szkoła Radiotechniczna Obrony Przeciwlotniczej Obszaru Kraju została przeniesiona na etat nr 20/421-426 wojskowych i 59 pracowników kontraktowych stanu stałego oraz 960 podchorążych, 100 oficerów słuchaczy i 25 oficerów rezerwy stanu zmiennego.
W 1958 cykle elektrotechniki i radiotechniki połączono w jeden cykl elektro-radiotechniki, zlikwidowano cykl lotniczy, utworzono nowy cykl podstaw radiolokacji oraz przemianowano cykl służby bojowej sprzętu radiotechnicznego na cykl pracy bojowej. W miejsce cyklu wyszkolenia politycznego i ogólnokształcącego powstał cykl przedmiotów społeczno-politycznych. 22 sierpnia 1964 roku, w dniu Święta Ludowego Lotnictwa Polskiego, szkoła otrzymała im. kpt. Sylwestra Bartosika.
W 1967 w związku z utworzeniem Szkoły Chorążych Wojsk Radiotechnicznych w OSR powstały dwa nowe cykle. Były to ogólnokształcący i cykl szkolenia elewów. Oprócz tego dla potrzeb całej szkoły utworzono cykl zautomatyzowanych systemów dowodzenia.
W 1969 szkołę przekształcono w Wyższą Oficerską Szkołę Radiotechniczną.
W latach 1948/55 na terenie szkoły mieściła się również Oficerska Szkoła Piechoty nr 2.

## Kierunki kształcenia
W latach 1952–1957 szkoła kształciła specjalistów wojsk radiotechnicznych w trzech profilach:
- profil radiolokacji naziemnej – dowódcy stacji radiolokacyjnych dalekiego zakresu wykrywania i powiadamiania
- profil artyleryjski –technicy i dowódcy artyleryjskich stacji radiolokacyjnych, kierujący bateriami armat przeciwlotniczych
- profil lotniczy – specjaliści obsługi reflektorów i urządzeń ubezpieczenia lotów

## Struktura OSR (1955)
- komenda
- wydział ogólny
- wydział szkolenia
- wydział techniczny
- wydział polityczny
- sekcja finansowa
- jednostki dydaktyczne
  - cykl wyszkolenia politycznego i ogólnokształcącego
  - cykl taktyki ogólnej
  - cykl taktyki OPL
  - cykl elektrotechniki
  - cykl radiotechniki
  - cykl sprzętu radiolokacji
  - cykl lotniczy
- trzy bataliony podchorążych
- kompania techniczna
- kompania obsługi
- pluton samochodowy

## Komendanci
- ppłk inż. Borys Ładocznikow (1952-1952)
- ppłk inż. Borys Gendrykow (1952-1954)
- płk inż. Wacław Kazimierski (1954-1967)

## Absolwenci
- gen. dyw. Tadeusz Bałachowicz (promocja 1967)
- Jan Pietrzak
- Franciszek Żygis